# 제임스 본 (가수)
제임스 본(James Bourne, 1983년 9월 13일 ~ )은 잉글랜드의 음악가이다.